# インディペンデント・レスリング・フェデレーション (ロシア)
インディペンデント・レスリング・フェデレーション（ロシア語: Независимая Федерация Реслинга、英語: Independent Wrestling Federation、略称：英語: IWF、ロシア語: НФР）は、ロシアのプロレス団体。

## 歴史
2002年11月17日、旗揚げ戦を開催。代表はVadim Koryagin。
ロシアでは旗揚げ以前より、WWFやWCWなどのアメリカのプロレス番組が放送されており、この影響も受け試合ではアメリカンプロレスが展開されている。
日本との関わりとしては過去に田中将斗が遠征している。
2011年9月、ユニオンプロレスがIWFの選手を招聘。12月、リングスよりロシアマット界に精通している長井満也が日本人エージェントに就任。
2013年、日本のWNCにイワン・マルコフが来日してマルコフは保持していたIWF王座の防衛戦も行った。日本からはCIMA、琴香、木高イサミ、マサ高梨が参戦。

## タイトル
- IWFヘビー級王座
- IWFタッグ王座
- IWFライト級王座
- IWF女子王座
- IWFハードコア王座

## 所属選手
- イワン・マルコフ
- ロニー・クリムゾン
- エカテリーナ・ボニー